# 보르조이
보르조이(Borzoi ← 러시아어: борзая 보르자야[*])는 제정 러시아에서 귀족들에게 사랑받던 개로 레프 톨스토이도 이 개를 사랑하여 그의 작품에 자주 등장시켰다. 약 200년 전에 교배하여 만들어졌으나 여러 이름으로 불리다가 1936년에 '보르조이'라고 명명되었다. 어깨높이 66~71cm, 몸무게 30~45kg이다. 냄새보다는 시각에 의해 사냥감을 쫓는다. 행동이 빠르고 용맹스러우며 의젓한 체격에 우아한 자태를 지니고 있다. 머리의 폭은 좁고 길다. 주요 질병은 췌장암, 방광암이 있다. 귀여움.